# Steffen Iversen
Steffen Iversen (ur. 10 listopada 1976 w Oslo) – piłkarz norweski, który występował na pozycji napastnika. Jest synem Odda Iversena, 45-krotnego reprezentanta Norwegii i zawodnika takich klubów jak Rosenborg, Vålerenga i Racing Mechelen.

## Kariera klubowa
Iversen jest wychowankiem klubu Nationalkameratene, a następnie grał w innym amatorskim zespole o nazwie Astor FK. Jego pierwszym profesjonalnym klubem był Rosenborg BK, do którego trafił w 1995 roku i wtedy też zadebiutował w jego barwach w lidze. W linii ataku grał z Haraldem Brattbakkiem i zarówno w pierwszym, jak i drugim sezonie gry (1996) Iversen wywalczył mistrzostwo Norwegii, a także występował w rozgrywkach Ligi Mistrzów.
Pod koniec 1996 roku 20-letni wówczas Iversen przeszedł do Tottenhamu Hotspur, który zapłacił za niego 2,7 miliona funtów. W Premiership zadebiutował 7 grudnia w wygranym 2:1 meczu z Coventry City. Już w pierwszym sezonie wskoczył do podstawowego składu, ale w następnym przez kontuzję opuścił sporą liczbę meczów w lidze. Swój pierwszy sukces z londyńskim klubem osiągnął w 1999 roku, gdy wywalczył Puchar Ligi Angielskiej (1:0 z Leicester City). Natomiast w sezonie 1999/2000 strzelając 14 goli w Premiership stał się najskuteczniejszym zawodnikiem Tottenhamu i było to zarazem największe bramkowe osiągnięcie Steffena za czasów gry w Anglii. W kolejnych trzech sezonach Iversen nie osiągnął już takiej formy i z powodu kontuzji jako rezerwowy rozgrywał zaledwie po kilkanaście meczów w sezonie.
Na sezon 2003/2004 Iversen przeszedł do Wolverhampton Wanderers, beniaminka Premiership. Strzelił dla tego zespołu 4 gole w lidze, ale zajmując ostatnie miejsce Wolves spadło do Football League Championship. Po sezonie Iversen wrócił do ojczyzny, do rodzinnego Oslo. Jego nowym klubem stała się tamtejsza Vålerenga Fotball. Został z nią wicemistrzem, a w 2005 roku mistrzem kraju. Był wtedy obok Islandczyka Árniego Gautura Arasona czołową postacią stołecznego zespołu.
31 października Iversenowi skończył się kontrakt z Vålerengą i przez parę miesięcy był wolnym zawodnikiem. Interesowały się nim Everton oraz RCD Mallorca, ale 10 lutego dość niespodziewanie Steffen ogłosił chęć powrotu do Rosenborga, z którym podpisał kontrakt 3 dni później. W Rosenborgu Iversen znów stał się gwiazdą. Strzelił 18 goli w sezonie zostając jego najlepszym strzelcem, a także po raz czwarty mistrzem Norwegii. Został również uznany Piłkarzem Sezonu w Norwegii. Zimą 2007 głośno było o jego transferze do Racingu Genk, ale ostatecznie do transakcji nie doszło, a Iversen przedłużył kontrakt z drużyną z Trondheim do 2011 roku.
1 stycznia 2011 roku podpisał kontrakt z Crystal Palace. W debiucie przeciwko Preston North End zdobył bramkę.
| Sezon   | Klub                    | Kraj     | Rozgrywki    | Mecze | Bramki |
| ------- | ----------------------- | -------- | ------------ | ----- | ------ |
| 1995    | Rosenborg BK            | Norwegia | Tippeligaen  | 25    | 8      |
| 1996    | Rosenborg BK            | Norwegia | Tippeligaen  | 25    | 10     |
| 1996/97 | Tottenham Hotspur       | Anglia   | Premiership  | 16    | 6      |
| 1997/98 | Tottenham Hotspur       | Anglia   | Premiership  | 13    | 0      |
| 1998/99 | Tottenham Hotspur       | Anglia   | Premiership  | 27    | 9      |
| 1999/00 | Tottenham Hotspur       | Anglia   | Premiership  | 36    | 14     |
| 2000/01 | Tottenham Hotspur       | Anglia   | Premiership  | 14    | 2      |
| 2001/02 | Tottenham Hotspur       | Anglia   | Premiership  | 15    | 3      |
| 2002/03 | Tottenham Hotspur       | Anglia   | Premiership  | 19    | 1      |
| 2003/04 | Wolverhampton Wanderers | Anglia   | Premiership  | 16    | 4      |
| 2004    | Vålerenga Fotball       | Norwegia | Tippeligaen  | 11    | 4      |
| 2005    | Vålerenga Fotball       | Norwegia | Tippeligaen  | 21    | 7      |
| 2006    | Rosenborg BK            | Norwegia | Tippeligaen  | 24    | 18     |
| 2007    | Rosenborg BK            | Norwegia | Tippeligaen  | 23    | 13     |
| 2008    | Rosenborg BK            | Norwegia | Tippeligaen  | 22    | 10     |
| 2009    | Rosenborg BK            | Norwegia | Tippeligaen  | 29    | 9      |
| 2010    | Rosenborg BK            | Norwegia | Tippeligaen  | 30    | 14     |
| 2010/11 | Crystal Palace          | Anglia   | Championship | 17    | 2      |
| 2011/12 | Crystal Palace          | Anglia   | Championship | 3     | 0      |
| 2012    | Rosenborg BK            | Norwegia | Tippeligaen  | 21    | 6      |

## Kariera reprezentacyjna
W reprezentacji Norwegii Iversen zadebiutował 14 października 1998 roku w zremisowanym 2:2 meczu z Albanią, rozegranym w ramach eliminacji do Euro 2000. Z Norwegią zakwalifikował się na ten turniej i został powołany do kadry. Zagrał tam we wszystkich trzech meczach grupowych: z Hiszpanią (1:0), w którym to zdobył zwycięskiego gola oraz z Jugosławią (0:1) i Słowenią (0:0). Obecnie jest członkiem reprezentacji walczącej o awans do Mistrzostw Świata 2010.